# Lupold von Wedel
Lupold von Wedel (* 25. Januar 1544 auf Gut Kremzow, Landkreis Pyritz, Pommern; † 13. Juni 1612/1615 ebenda) war ein deutscher Reiseschriftsteller, Söldnerführer und Gutsbesitzer.

## Leben
Er war der Sohn des Kurt (Curdt) von Wedel (?–1552) und dessen zweiter Ehefrau Anna von Borcke (?–1573) aus dem Hause Regenwalde. Nach dem Tod des Vaters besuchte er für kurze Zeit die Schule in Stargard, wurde aber bald Page und Schildknappe beim Söldnerführer Vollrad Graf von Mansfeld (1520–1578) und reiste oder kämpfte mit diesem in ganz Deutschland. Dies bestimmte sein weiteres Leben.
In den Jahren 1561 bis 1606 bereiste er die Welt als Soldat, später selbst als Söldnerführer und Kriegsberichterstatter sowie als Reiseschriftsteller. So nahm er 1566 am Feldzug gegen die Türken in Ungarn teil, kämpfte 1575 und 1591 mit eigenen Reitern auf protestantischer Seite in den Hugenottenkriegen in Frankreich, am Kölnischen Krieg und am Straßburger Bischofskrieg 1583/1584 und 1592/1593. Er reiste ins Heilige Land, nach Ägypten (1578/1579), Italien, Spanien und Portugal (1580/1581) sowie von August 1584 bis Mai 1585 nach England und Schottland. Historisch wertvoll sind auch die Aufzeichnungen über seine Aufenthalte in Franken (1593) und Karlsbad.
Wedel heiratete erst im Alter von 54 Jahren am 13. September 1598 Anna von Eickstedt (ca. 1560–1629), die Tochter des pommerschen Kanzlers Valentin von Eickstedt (1527–1579), Gutsherr auf Klempenow, und der Anna von Jasmund (ca. 1539–1607).

## Ausgaben
- Max Bär (Hrsg.): Lupold von Wedel’s Beschreibung seiner Reisen und Kriegserlebnisse. nach der Urhandschrift herausgegeben und bearbeitet. Stettin 1895. Digitalisat der ULB Düsseldorf
- G. von Bülow (Übers.): Journey Through England and Scotland Made by Lupold von Wedel in the Years 1584 and 1585. In: Transactions of the Royal Historical Society. London 1895.